# David Lowery (calciatore)
David Lowery (20 gennaio 1984) è un calciatore britannico originario di Turks e Caicos, attaccante dello SWA Sharks.

## Carriera

### Club
Ha cominciato la carriera in Inghilterra, militando nel South Shields e nel Gateshead.
Dal 2006 gioca nello SWA Sharks.

### Nazionale
Conta 2 presenze in Nazionale, ottenute entrambe nel 2008 nelle partite valide per le qualificazioni ai Mondiali 2010 contro il Saint Lucia.